# Dyskurs
Dyskurs (łac. discursus „bieganie tam i z powrotem”) – pojęcie wywodzące się z językoznawstwa i oznaczające formę organizacji języka. Pojęcie to należy traktować jako uogólnienie pojęcia konwersacji. Dyskurs to zarówno komunikaty pisane i mówione. W uproszczeniu, dyskurs odnosi się do użycia języka, mającego na celu umożliwienie komunikacji na dane tematy w konkretnej dziedzinie życia.

## Definicja
Popularność pojęcia doprowadziła do rozmycia jego definicji. Polskie znaczenie słownikowe, według którego dyskurs to „dyskusja na tematy naukowe” lub „wywód przeprowadzony na zasadzie ściśle logicznego wnioskowania”, rozmija się mocno ze znaczeniem naukowym. Inaczej oddaje je słownik angielski: dyskurs jest „komunikowaniem myśli za pomocą słów” bądź „formalną dyskusją na jakiś temat w mowie lub piśmie”.

W najszerszym ujęciu fachowym dyskurs to „każde użycie języka wychodzące poza zdanie” lub „aspekt praktycznego użycia języka”. Pełniejsza definicja może brzmieć na przykład tak:
„Dyskurs” (...) odnosi się do języka w użyciu rozumianego jako społecznie usytuowany proces. (...) [Dyskurs pełni] konstruktywną i dynamiczną rolę (...) w porządkowaniu obszarów wiedzy i powiązanych z nimi społecznych oraz instytucjonalnych praktyk. W tym sensie dyskurs jest sposobem mówienia o światach, pisania o światach i oddziaływania na światy, [sposobem zespolonym z] praktykami społecznymi zachodzącymi wewnątrz tychże światów.
Dyskurs w ujęciu lingwistyki dyskursu określić można jako „zbiór habitualnych praktyk komunikacyjnych, realizowanych przez różne podmioty w formie seryjnych wypowiedzi (tekstów), które w procesie interakcji kształtują określone wizje świata według przyjętych reguł kulturowych".
W praktyce każdy badacz od nowa projektuje pojęcie dyskursu zgodnie ze swoimi celami badawczymi i wskazuje, do której z wielu szkół rozumienia pojęcia będzie się odwoływał i jakie metody będzie stosował.

## Interpretacje
Językoznawca będzie zazwyczaj analizował dyskurs w innym celu niż badacz zajmujący się naukami społecznymi. Dla tego pierwszego dyskurs jest po prostu próbką autentycznego języka będącego w użyciu, którą przeanalizować można na poziomach fonologicznym, składniowym, pragmatycznym itd. Tak rozumiana analiza dyskursu stanie się więc poniekąd częścią lingwistyki korpusowej.
Tymczasem w naukach społecznych oraz w naukach humanistycznych pojęcie dyskursu odnosi się również do formalnego sposobu myślenia wyrażanego przy pomocy języka. Dyskurs wyznacza granicę tego, co da się powiedzieć na dany temat. Warunkuje także nasze tego tematu postrzeganie. Na przykład partyzantów możemy nazywać „bojownikami o wolność” lub, w skrajnie odmiennym ujęciu, „terrorystami”. Natomiast kolejne wydania wpływowego Diagnostycznego i statystycznego podręcznika zaburzeń psychicznych kształtują dyskurs medyczny związany z chorobami psychicznymi.
Dla przedstawicieli nauk społecznych – antropologa, politologa, religioznawcy, socjologa – kluczowy będzie związek pomiędzy dyskursem a społeczną strukturą i sprawczością. Tutaj w analizie dyskursu pojawi się mniej lub bardziej wyraźny pierwiastek krytyczny. Przykładem takiego podejścia są prace Michela Foucaulta, który przez pryzmat dyskursu opisywał relację między wiedzą a władzą.

## Dyskurs jakoparole
Dyskurs rozumiany jako proces negocjowania odnosi się do języka jako do podstawowego czynnika umożliwiającego przekaz komunikacyjny. We wprowadzonym przez Ferdinanda de Saussure’a klasycznym podziale zjawisk językowych na langue (język) i parole (mówienie), czyli odpowiednio na „system sterujący produkcją wypowiedzi językowych” oraz „zbiór wyprodukowanych w ten sposób wypowiedzi”, zainteresowanie dyskursywistów będzie dotyczyło przede wszystkim parole. Parole to zbiór wypowiedzi, który przejawia się w praktyce życia społecznego, i którego znaczenie przez tę praktykę jest wyznaczane.
Powołując się na koncepcję dyskursywnego rozumienia języka wprowadzoną przez Paula Ricoeura, parole-dyskurs charakteryzowany jest poprzez następujące cechy:
- Dyskurs zachodzi zawsze w porządku czasowym, tzn. ma charakter zdarzeniowy – procesy dyskursywne, w przeciwieństwie do abstrakcyjnego i pozaczasowego langue, składają się z następujących po sobie wypowiedzi, gdzie znaczenie poszczególnych z nich wypływa z wcześniejszych.
- Procesy dyskursywne są procesami zindywidualizowanymi, czyli dyskurs jest zawsze czyimś dyskursem, wypowiadanym lub odczytywanym przez kogoś. Langue jest systemem ponadosobowym, przynależącym bardziej do społeczności, niż do konkretnej jednostki.
- Dyskurs zawsze zawiera w sobie odniesienie do zewnętrznych warunków, w których się odbywa, istnieje w zdefiniowanym świecie i w określonym momencie czasowym. Langue nie posiada odniesienia do świata zewnętrznego.
- Tylko dyskurs może mieć charakter znaczący (przekazywać treści). Langue istnieje wyłącznie jako kod, platforma komunikacji. Poza użyciem w dyskursie nie ma jednak żadnego samodzielnego sensu.

Konstytuowane przez parole znaczenie nie może więc nigdy być ograniczane do wewnętrznych własności zdania użytego podczas wypowiedzi. Znaczenie konstytuuje się w splocie dwóch elementów: artykułowanym na gruncie langue zdaniu oraz okolicznościach (kontekście), w którym zdanie to zostało wypowiedziane. Tak wyartykułowane znaczenie może być traktowane jako zdarzenie dyskursywne.
Teun van Dijk pisze o dyskursie politycznym, że „analiza (...) jest poprawna i empirycznie istotna, tylko wtedy, gdy udaje jej się połączyć właściwości struktur dyskursywnych z właściwościami procesów politycznych”. Ograniczenie analizy do poziomu tekstu jest poważnym błędem metodologicznym, przynajmniej w obrębie nauk społecznych.

## Dyskurs polityczny
Operacjonalizacja pojęcia dyskursu skłania do pytania o rangę uczestników procesu dyskursywnego oraz o reguły, którymi się kierują. Takie spojrzenie na dyskurs wiedzie nas ku sferze władzy i tym samym do zagadnień politycznych.
Przyczyna zainteresowania dyskursem politycznym leży w szczególnej roli, jaką pełni on w formowaniu rzeczywistości społecznej i cementowaniu zachodzących w niej praktyk komunikacyjnych w powiązaniu z występującymi nierównościami i dysproporcjami sił. Jako główne nurty refleksji nad dyskursem politycznym możemy przytoczyć wspomnianą wyżej myśl Michela Foucaulta, idee socjologii refleksyjnej Pierre’a Bourdieu oraz nurt krytycznej analizy dyskursu.
Michael Billig, jeden z najważniejszych obok Teuna van Dijka współczesnych badaczy dyskursu, źródeł swojej dyscypliny upatruje w greckiej tradycji retorycznej wykorzystującej perswazyjny charakter języka.